# Ordoño I. Asturský
Ordoño I. (821 – 27. květen 866) byl král Asturie od roku 850 do své smrti.
Narodil se v Oviedu, kde strávil své dětství na dvoře krále Alfonsa II. Asturského, kde byl od raného věku spojován s korunou. Vychován byl pravděpodobně v Lugu, hlavním městě Galicijské provincie, kde působil jako guvernér jeho otec Ramiro I. Asturský. Jeho výuka zahrnovala i vojenský výcvik.
Ordoño byl později jmenován guvernérem Galicie namísto svého otce, který odešel do Vardulia oženit se Paternou (jeho druhou ženou). Zatímco byl pryč, král Alsonso I. zemřel a šlechta si jako nového krále zvolila hraběte Nepociana. Ordoño okamžitě začal shromažďovat armádu, aby mohl pomoci svému otci v jeho nároku na trůn. Nicméně nebylo mu umožněno opustit Galicii, a jeho snaha tak vyšla v niveč. Po vítězství jeho svého otce byl potvrzen ve svém úřadu guvernéra Galicie.
1. února 850 nastoupil na trůn po svém otci. Jako nástupce svého otce se tak stal prvním asturským králem, který usedl na trůn bez volby šlechty. Brzy na to musel čelit povstání Basků podporované Banu Qasim ze Zaragozy. Poté co úspěšně potlačil povstání, dostal zprávu o postupu Maurů k městu Vardulias. Než však mohli město oblehnout, napadl je úspěšně v blízkosti řeky Ebro. Z dlouhodobého hlediska nešlo o veliké vítězství, jelikož vládce Zaragozy Musa ibn Musa opevnil město Albaida (Albelda). V roce 859 ho však Ordoño u Albedy porazil, město oblehl a následně vyplenil.
Během své vlády podporoval mozarbické rebely, což se mu ale nevyplatilo roku 854 v bitvě u Guadacelete. Toto fiasko ho ale podnítili v konsolidaci Duerské pustiny. Nařídil znovuosídlení měst León a Talamancy de Jarama  Astorgy, Tui a Amayi.
Plánoval napadnout guvernéra Tudely a tak ovládnout přístupové cesty do Navarry a Baskicka, ale cordobský emír na to odpověděl invazí a vypálením Álavy. U Bureby Arabové porazili Rodriga, prvního kastilského hraběte, a vrátili reconquistu roky nazpět.
Ordoño se oženil s Muniadonou. Měl šest dětí včetně svého nástupce Alfonsa.
Ordoño zemřel v Oviedu a trůn po něm převzal jeho nejstarší syn.